# Colin Kazim-Richards
Colin Kazim-Richards (né le 26 août 1986 à Leytonstone en Angleterre), connu aussi sous le nom de Kâzım Kâzım, est un footballeur international turc, évoluant au poste d'attaquant. Il est d'origine anglaise et chypriote turc.

## Biographie
Le père de Colin Kazim-Richards est originaire d'Antigua-et-Barbuda, sa mère est une chypriote turque. 
Colin Kazim-Richards est né en Angleterre, à Leytonstone le 26 août 1986. 
Il se marie en 2009 avec une Turque originaire de France, ils vivent cependant en Turquie à Istanbul avec leurs familles. 

### Ses premières années
Kazim-Richards fait son école primaire à Walthamstow et commence à avoir une grande passion pour le football.

### Bury FC
Kazim commence sa carrière professionnelle en deuxième ligue anglaise avec le club de Bury FC. Il joue 31 matchs dont 20 où il joue au poste de milieu de terrain. Il inscrit 3 buts et reçoit 6 cartons jaunes.
À ses 19 ans, il est transféré à Brighton & Hove Albion pour 250 000 livres, à la suite du concours « Coca-Cola Kid ».

### Brighton & Hove Albion FC
Kazim inscrit le 5000e but de son club, et inscrit un total de 6 buts. Attaquant rapide, il joue son premier match avec Brighton & Hove Albion contre Rotterdam. Brighton le place sur la liste des transferts, car ils ne sont pas satisfaits de ses performances. Il est transféré à Sheffield United pour la somme de 150 000 livres et signe pour 3 ans avec les Blades.
Avec Brigton & Hove Albion FC, il aura joué 44 matchs, inscrivant 6 buts et donnant 2 passes décisives. Il frappe à 67 reprises, dont 31 tirs cadrés. Il fait 79 fautes, dont 64 amenant à des coups de pied arrêtés.

### Sheffield United
Il est très surprenant contre Middlesbrough durant un match de Premier League. Ce match est gagné grâce à une passe décisive de Kazim-Richards. Il inscrit son premier but en Premier League anglaise contre Bolton Wanderers dont le match finit par un score nul. 
Il joue 11 matchs en tant que titulaire. Pendant ces 11 matchs, il inscrit 10 buts et fait 3 passes décisives.

### Fenerbahçe SK
Un contrat est signé par Colin Kazim à l'été 2007 pour un transfert estimé à 1,9M€, qui se voit même porter le numéro 8 de l'équipe basée à Kadiköy. Il se fait rapidement remarquer et gagne une place de titulaire au sein de l'équipe de Fenerbahçe, à l'instar de ses voisins Galatasaray SK et Besiktas JK Il ouvre le score face à Chelsea FC (étant supporter d'Arsenal FC), au terme d'une action rondement menée et d'un stade qui explose littéralement lors d'un match de Ligue des Champions remporté par Fenerbahçe sur le score de 2-1 (premier but extraordinaire signé Deivid de Souza). 
Cependant, Colin marque peu durant ses premiers mois au club et est souvent critiqué pour son manque de statistiques malgré une énorme présence dans le jeu. Il confirmera par la suite sa tristesse de ne pas pouvoir être plus décisif, mais réalisera un début de saison 2009-2010 quasi-extraordinaire, avec un rendement doublement plus prolifique que lors de ses deux premières saisons. Mais Colin va tout gâcher en se faisant remarquer par ses frasques extra-sportives, notamment en se rendant à des soirées arrosées où se trouvent des femmes en légère tenue et en réalisant un accident de voiture en plein Istanbul alors qu'il n'avait pas attaché sa ceinture (il se fracturera le poignet droit). 
C'est pourquoi le club décide de le prêter pour se débarrasser de lui et de ses histoires qui alimentent la presse tabloïd turque. Il est finalement prêté six mois à Toulouse en Ligue 1.

### Toulouse FC
Il fait ses débuts avec l'équipe toulousaine le 27 janvier 2010 contre l'EA Guingamp en coupe de la Ligue.
Il inscrit son premier but en Ligue 1 le 30 janvier 2010 contre Le Mans (1-3) après être entré en jeu à la 61e minute. Le 18 avril 2010 il marque à la 90e minute offrant le nul pour Toulouse contre Montpellier (1-1) au stade de la Mosson. En mai 2010, son option d'achat n'est pas levée.

### Galatasaray SK
Colin Kazim signe un contrat de trois ans et demi avec le club rival de son ancien club, le Galatasaray SK en janvier 2011 et décide de prendre le numéro 80. Bien que les supporters ont beaucoup de mal à assumer l'arrivée de Colin Kazim à Galatasaray, il marque lors de son premier match contre le Hanovre 96 dans un match amical qui se termine sur le score de 3-0. Son deuxième but a lieu contre Beypazi Seker Spor, en coupe de Turquie, match qui se termine sur le score de 3-1 en faveur du Galatasaray SK. 
Le 18 mars 2011 il marque un but contre son ancien le club Fenerbahçe et exprime sa joie devant son ancien entraîneur Aykut Kocaman pour le narguer. Malgré cela Galatasaray perd ce match dans son nouveau stade, 1-2. Fin janvier 2012, il est prêté avec option d'achat à l'Olympiakos. En août 2012, il est prêté avec option d'achat au club anglais des Blackburn Rovers.

### Bursaspor
Le 4 septembre 2013 il s'engage pour 4 ans à Bursaspor.

### Derby County
Le 15 octobre 2020, il rejoint Derby County.

### La sélection nationale
Il est sélectionné par Ünal Karaman pour jouer contre la Suisse le 24 mars 2007 avec les jeunes. Il inscrit un but et donne une passe décisive, le match est donc gagné grâce à lui, sur le score de 2-1. 
Le sélectionneur turc Fatih Terim l’appelle pour jouer contre la Bosnie-Herzégovine et contre le Brésil. Il honore sa première sélection le 5 juin 2007 en match amical contre le Brésil qui se conclut par un 0-0, il y joue 38 minutes. 
Il joue l'Euro 2008, en Suisse et en Autriche, avec sa sélection.

### Palmarès en club
- Champion de Turquie en 2006, 2008, 2012 et 2013
- Vainqueur de la Coupe de Turquie en 2005 et 2014
- Vainqueur de la Supercoupe de Turquie en 2008, 2012 et 2013
- Vainqueur de l'Emirates Cup (non officiel) en 2013
- Champion d'Écosse en 2016
- Champion du Brésil en 2017